# Aeroportul Lubango
Aeroportul Lubango (IATA: SDD, ICAO: FNUB) este un aeroport din Provincia Huíla, Angola ce deservește zona Lubango. A fost numit după zona deservită.
Situat la o altitudine de 1.761 m, aeroportul dispune de 1 pistă.

## Infrastructură

### Piste
Aeroportul dispune de o singură pistă. Pista 10/28 are suprafața de asfalt și dimensiunile 3.150 m × 45 m. 